# الرسائل (كتاب، 1990)
الرسائل، أحد الكتب النثرية التي تتضمن مجموعة رسائل متبادلة بين الشاعرين العربيين الفلسطينيين محمود درويش وسميح القاسم. جُمِعت وصدرت في عام 1990، عن دار العودة في بيروت، لبنان. مجموعة الرسائل مضمنة بهذا العنوان ضمن قائمة مؤلفات محمود درويش.